# Infodivertissement
L'infodivertissement, ou information-divertissement (en anglais : infotainment [ˌɪnfoʊˈteɪnmənt]), est un genre de média fournissant à la fois de l'information et du divertissement. C'est un mot-valise fusionnant les mots « information » et « divertissement », tout comme le terme anglais correspondant « infotainment » est la fusion des mots information et entertainment.
Ce genre concerne des émissions de radio ou de télévision, des sites web et des médias sociaux. Le terme est souvent utilisé dans le cas d'une critique négative.
« L’infotainment désigne la tendance à traiter l’ensemble des émissions et des informations avec les procédés du divertissement. Cette méthode a pour but de rendre les informations plus facilement accessibles à un nombre élevé de personnes et donc de rendre le média concerné plus visible, plus vendu, plus vu ».

## Historique

### Origine
Le néologisme « infotainment » est utilisé pour la première fois en septembre 1980 au Royaume-Uni, au colloque commun de l'Aslib, de l'Institut des scientifiques de l'information et de l'Association des bibliothécaires à Sheffield. « The infotainers » étaient un groupe de scientifiques de la communication qui avait mis en place une comédie qu’ils jouaient durant leurs conférences dans les années 1980 et 1990[réf. nécessaire]. À partir de 1983, terme « infotainment » a commencé à être de plus en plus utilisé, notamment pour remplacer petit à petit l'expression « soft news » (« nouvelles générales », « infos pratiques ») utilisé jusque-là par les théoriciens de la communication.
C'est durant les années 1990 que l'atténuation de la frontière entre information et divertissement se fait de plus en plus sentir aux États-Unis. Les années de présidence de George W. Bush favorisent l'explosion de ce type d'émissions.

### En France
En France, c'est l'animateur Jean-Luc Delarue qui est le premier à importer le concept à la télévision dans les années 1990. Des émissions françaises très prisées comme On n'est pas couché, Le Petit Journal, Le Grand Journal ou Quotidien sont parfois considérées comme de l'infodivertissement,.

### Sur Internet
Sur Internet, le site BuzzFeed apparait en 2006. Il est connu pour la présentation de ses contenus, le plus souvent légers et peu fouillés, notamment les listes d'images.
Au cours des années 2000, de nombreux sites similaires voient le jour, l'infodivertissement est alors représenté par des sites tels que Melty, Topito, Koreus, Demotivateur, Minutebuzz, Loop ou Konbini, financés principalement par du marketing de contenu ou bien de la publicité native,.

## Exemples d'émissions d'infodivertissement

### Belgique
- 20h02 (La Deux)[17] : programme présenté par Bénédicte Deprez et Adrien Devyver (ou Thibaut Roland et Fanny Gillard comme remplaçants) qui montre un florilège de tout ce qui a circulé sur le web dans la journée.[réf. souhaitée]
- 7 à la Une (La Une)[18] : magazine présenté par François Mazure mettant l'actualité de la semaine en perspective.[réf. souhaitée]
- C’est vous qui le dites ! (VivaCité) : émission de radio lancée en septembre 2008 et présentée par Benjamin Maréchal, qui débat chaque matin sur un thème qui a fait l’actualité. Pas de spécialistes autour d’une table, mais un présentateur et des appels d’auditeurs qui donnent leur avis.[réf. souhaitée]

### États-Unis
- Entertainment Tonight (CBS Television Distribution (en)) : émission d’information people. L'émission se présente dans son générique comme « The most watched entertainment newsmagazine in the world », soit « le magazine d'actualité sur le divertissement le plus regardé au monde »[6].
- The Daily Show (Comedy Central) : émission satirique américaine qui prend la forme d'une parodie de journal télévisé et tourne en dérision l'actualité du moment, fait une satire des personnages politiques, des organisations médiatiques, et parfois de l'émission elle-même[6].
- The Oprah Winfrey Show (ABC O&Os (en)) : talkshow américain (1986-2011) produit et présenté par Oprah Winfrey. C'était l'émission de divertissement la plus suivie dans l'histoire de la télévision américaine, avec plus de 22 saisons et 3 724 épisodes en novembre 2008. L'émission était influente, particulièrement chez les femmes, et plusieurs de ses sujets touchaient la conscience de la culture populaire américaine[6].

### France
- Le Petit Journal (Canal+) : émission similaire au Daily Show américain et qui parle de l'actualité de manière « décalée » ; à l'origine présentée par Yann Barthès, celui-ci part en septembre 2016 sur TMC pour présenter une émission du même type, Quotidien[10],[12].
- On n'est pas couché (France 2) : émission de débat présentée depuis 2006 par Laurent Ruquier avec deux chroniqueurs. Les invités de l'émission (écrivains, chanteurs, acteurs, etc.) incluent toujours un politique[11],[12].

## Critiques
En France, les critiques des médias comme le sites Acrimed ou Arrêt sur images, dénoncent régulièrement ce genre de média : « L’infotainment est en effet à très faible teneur informative, toujours fédératrice des opinions, et grand public dans son traitement journalistique ».
Les émissions d’infodivertissement sont néanmoins un moyen pour plaire à un jeune public et donc de garder celui-ci informé et concerné par l’actualité. L’audience n’est plus passive face aux flux d’informations, elle est pleinement engagée.
Une autre raison pour laquelle l’infodivertissement est décrié est le risque des infox (fake news). En effet, les contenus se nourrissent des réseaux sociaux, de la circulation de vidéos virales, de la recherche de spectacle et de sensations, cela étant parfois perçu comme un manque de respect, voire de l’indécence.

## Dans le secteur automobile
Dans le secteur de l'automobile, on parle de système d’infodivertissement. Cela fait référence à des systèmes très sophistiqués à commande vocale et à écran tactile proposant de nombreuses fonctionnalités.